# Люк Прічард
Люк Прічард (англ. Luke Pritchard; нар. 2 березня 1985, Вортинг,  Західний Сассекс, Велика Британія) — музикант, вокаліст і автор пісень англійського гурту The Kooks.

## Біографія
Народився 2 березня 1985 року в місті Вортинг в Західному Сассексі, виріс в Лондонi. Навчався в Брайтонському Інституті сучасної музики разом з Г'ю Гаррісом, Полом Гарредом та Максом Рафферті, першими учасниками гурту The Kooks.

## Дивись також
- The Kooks